# Reset

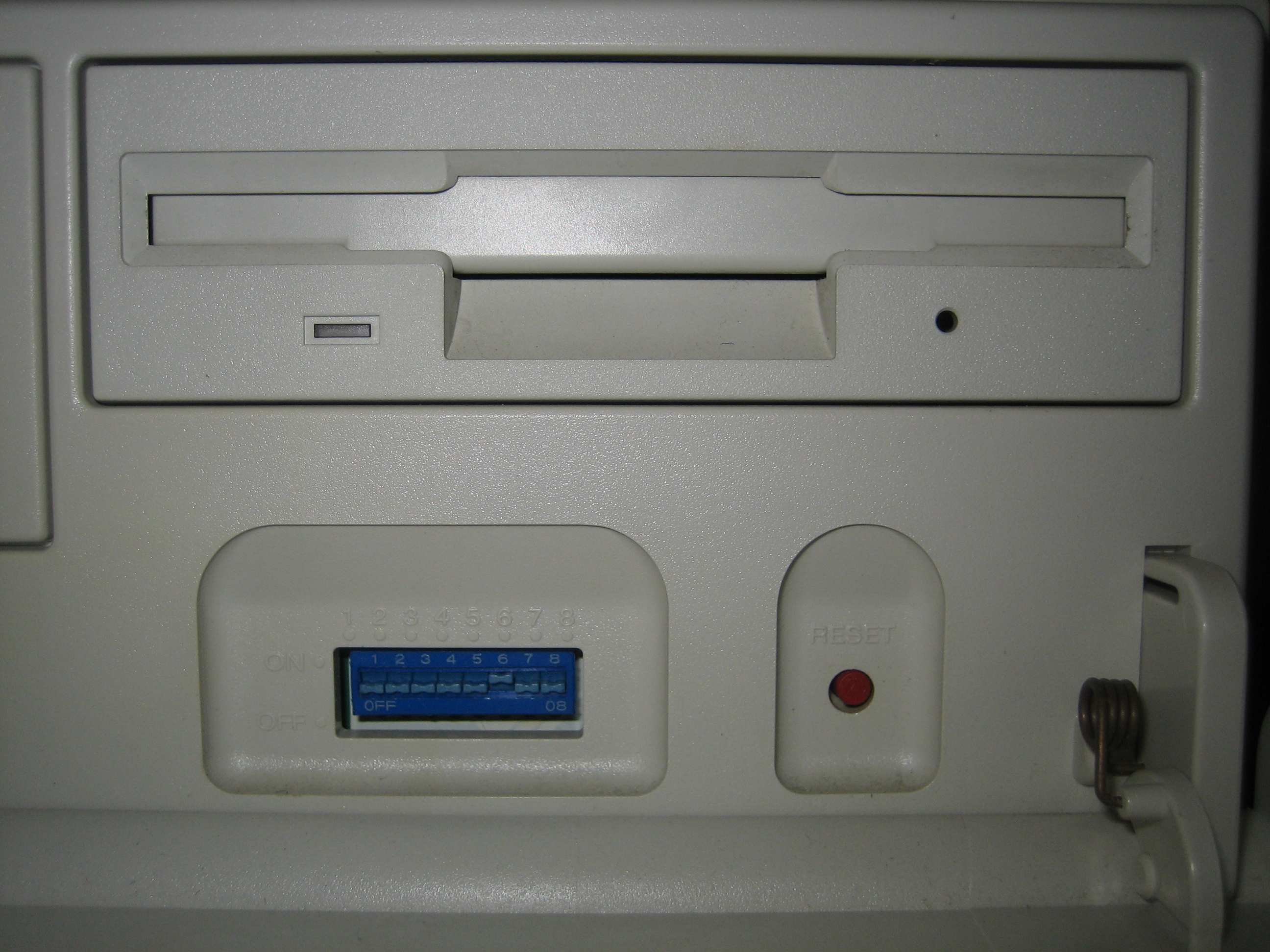
Piros resetgomb egy RISC munkaállomáson

A reset (kiejtése: [reszet], gyakran [rezet] vagy angolosan /ˈɹiːsɛt/), reszet, resetelés vagy reszetelés (esetleg kinullázás, lenullázás, egyes kontextusokban újraindítás) olyan folyamat vagy tevékenység, amely egy elektronikai, illetve informatikai eszközt (hardvert, szoftvert) kontrollált módon egy jól meghatározott kiindulási állapotba, vagy alaphelyzetbe juttat. Ez szükséges lehet olyan helyzetekben, amikor a rendszer nem működik megfelelően és a szokásos hibaelhárító mechanizmusok nem jártak sikerrel, de minden olyan elektronikai rendszernél is, amelynek szüksége van egy kiindulási állapotra a rendeltetésszerű működéshez. Sok számítógépen található a felhasználható által könnyen elérhető reset gomb, ezt védheti kis ajtó vagy perem a véletlen megnyomástól. Emellett a legtöbb számítógépen található reset busz is, amely bekapcsolás után rövid ideig aktív, és az eszközt a kiindulási állapotba hozza. A külső csatornán történő távmenedzsment (out-of-band management vagy lights out management) általában lehetővé teszi egy távoli rendszer resetelését is.
Az a képesség, hogy egy elektronikus eszköz hiba vagy a tápellátást biztosító elektromos hálózat váratlan zavara esetén automatikusan alapállapotba hozható, különösen fontos a beágyazott rendszerek tervezésénél és programozásánál. Ez megfigyelhető mindennapos háztartási eszközöknél, mint amilyenek a televíziók, hifi berendezések vagy autórádiók, amelyek a tápellátás ideiglenes megszűnése után is megfelelően képesek működni. Az ilyen eszközökön hirtelen jelentkező, nem üzemszerű jelenségeket gyakran megszünteti az eszköz resetelése. Ha bizonyos eszközök (pl. hordozható médialejátszók) hajlamosak a lefagyásra, külön reset gombot is szoktak kapni. Resetelési lehetőség nélkül a komplexebb eszközök könnyen használhatatlanná válhatnának egy lefagyás vagy a tápellátás zavara esetén. A resetelés a hardver számára kisebb megterhelést jelent, mint a teljes ki- és bekapcsolás (power cycling), mivel nem jár tápfeszültség-elvétellel.
Memóriával (állapottal) rendelkező digitális áramkörök (flipflopok, regiszterek, számlálók stb.) elfogadhatnak reset jelet, amelynek hatására egy alapértelmezett állapotba kerülnek vissza. Ez bekapcsoláskor, de más körülmények között is érvényesülhet. Vagy azt is jelentheti,hogy újrakezdjük a játékot.

## Hardverek
A szoftveres reset (szoft reset, angolosan soft reset), vagy warm reboot (melegindítás) a rendszerszoftver, tehát operációs rendszer vagy firmver újraindítását, újrabetöltését jelenti a hardver resetelése nélkül. Ilyenkor egyetlen alrendszer áramellátása sem szűnik meg egy pillanatra sem. Szoftveres resetet pl. DOS- és Win9x-rendszerek alatt a Ctrl-Alt-Del billentyűkombináció egyszeri (DOS) vagy kétszeri (Win9x) megnyomásával, Commodore 64-en a sys 64738 BASIC utasítással lehet elérni. Modernebb operációs rendszerek ezt ennél kifinomultabb módon is lehetővé teszik, pl. Windows XP alatt az Újraindítás gombbal lehet kérni.
A hardveres reset (hard reset), vagy cold reboot (hidegindítás) az eszköz teljes újraindítását jelenti, annak minden hardveres és szoftveres alrendszerével együtt. Ilyenkor, ha nagyon rövid időre is, de egyes alrendszerek áramellátása megszűnhet. Számítógépeknél a gépházon lévő reset gomb megnyomása általában hardveres resetet eredményez, főleg régebbi rendszerek esetében, ugyanakkor modernebb, az ACM-et vagy ACPI-t támogató rendszerek esetében az alaplap és az operációs rendszer általában felülbírálja a gomb megnyomását, és egy előre beállított módon kezelik a gomb megnyomását. Operációs rendszertől és hardvertől függően a reset gomb okozhat szoftveres resetet is.

## Szoftverek
A reset továbbá egy Unix, BSD, illetve GNU/Linux parancs is, amely egy terminált alaphelyzetbe állít. A parancs valójában a tset parancs egy aliasa.
Egyéb Unix parancsok a terminál alaphelyzetbe hozására:
- stty sane
- setterm -reset

A reset a Windows Terminálszolgáltatások egy parancsa is, melynek szintaxisa reset {session}.